# Termas de Cacheuta
Las termas de Cacheuta constituyen un complejo de aguas termales localizado en el distrito homónimo de la provincia de Mendoza, Argentina. Se encuentra junto al río Mendoza.

## Ubicación
Se localiza en el departamento Luján de Cuyo, en una zona cordillerana, a unos 38 kilómetros de la ciudad de Mendoza. Está a orillas del río Mendoza. cerca del río que tiene al lado

## Características

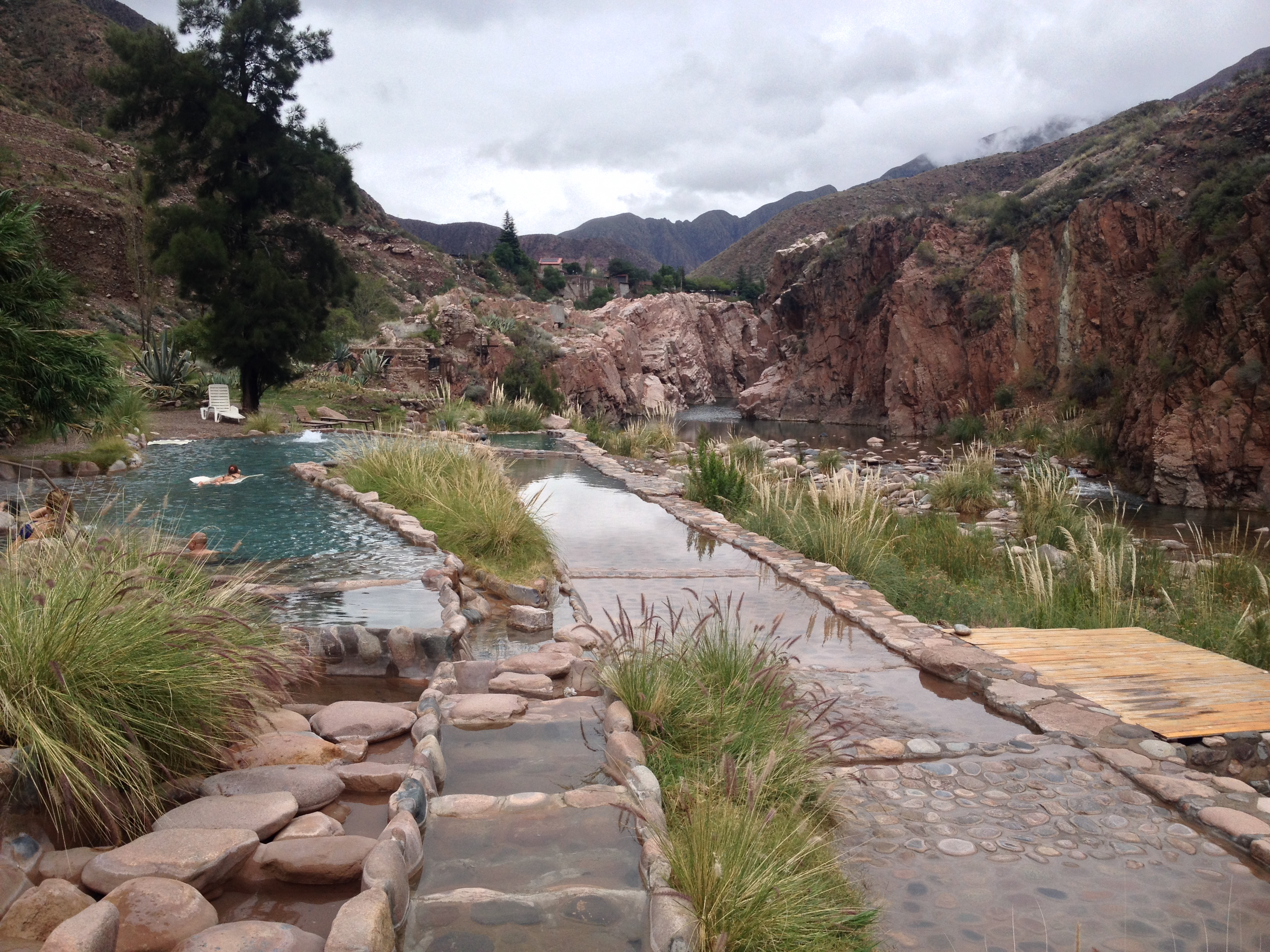
Aguas termales en Cacheuta

La zona presenta agua termal proveniente del deshielo, que se calienta en la profundidad de la Tierra y emerge en manantiales con una temperatura de entre 35 °C y 50 °C. Por su recorrido, el líquido contiene grandes cantidades de minerales de efectos terapéuticos.
Además de las fuentes termales, el lugar posee como característica una ionización negativa del aire, que contribuye a la relajación.

## Hotelería
El hotel más importante de la zona es el Termas Cacheuta. Tiene dieciséis habitaciones, un spa termal a modo de continuación del paisaje natural compuesto por piletones de piedras con hidroterapia, y un parque de agua.

## Actividades
Entre las actividades que se realizan al aire libre en las cercanías del lugar se encuentran la tirolesa, rafting, cabalgatas guiadas y salidas de trekking.

## Historia
Originariamente, esta zona era tierra de los huarpes. Cuando el Imperio Inca tomó posesión del territorio, se volvió común que la gente viajara desde Cuzco para aprovechar las propiedades curativas del agua.
Tras la Conquista, los españoles hicieron uso de las termas, y las llamaron «Baños de la Punta del Río».
Con la llegada del Ferrocarril Trasandino a finales del siglo XIX, el turismo de la región recibió un importante impulso, y el viaje a las termas se volvió más común. En 1893 se construyeron las primeras piletas para baños y un hotel para el alojamiento.
Desde la época de la Primera Guerra Mundial en adelante, Cacheuta vivió su momento de apogeo, cuando gente de la alta sociedad tenía al sitio como paraje predilecto. Existen documentos que evidencian estancias de figuras como Julio A. Roca, Marcelo T. de Alvear y Adolfo Bioy Casares.
El 11 de enero de 1934, un gran aluvión arrasó con gran parte de las instalaciones del hotel de las termas. Si bien hubo intentos de reconstrucción por parte del Estado, el edificio se deterioró nuevamente y fue cerrado en la década del 70. Esto significó una disminución importante de la actividad turística en la zona.
El hotel reabrió en 1986, pero con apenas una cuarta parte de su tamaño original. Actualmente las termas continúan siendo un importante atractivo turístico, si bien no tan esplendoroso como en su apogeo.